# Брег-при-Добу
Брег-при-Добу (словен. Breg pri Dobu) — поселення в общині Іванчна Гориця, Осреднєсловенський регіон, Словенія. Висота над рівнем моря: 313,2 м.